# Fata Morgana (polka)
Pour les articles homonymes, voir Fata Morgana.
Fata Morgana est une polka-mazurka de Johann Strauss II (op. 330). La composition est créée le 29 mars 1869 dans la salle des fleurs de la Société horticole de Vienne.

## Histoire
La polka-mazurka est composée pour le carnaval de 1869 et dédiée à l'association des artistes Hesperus. La première n'a pas lieu pendant le carnaval, mais plutôt le 29 mars, à l'occasion du concert d'adieu de Johann Strauss avant son prochain voyage à Pavlovsk en Russie. L'œuvre est très bien accueillie et continue d'être jouée de nos jours.

## Durée
Sa durée d'exécution est d'environ 3 minutes et 10 secondes. Elle peut varier selon l'interprétation musicale du chef d'orchestre.

## Réutilisation musicale
En 1899, Adolf Müller utilise des parties de cette œuvre dans le troisième acte de l'opérette Wiener Blut, qu'il compose sur la base de motifs de Johann Strauss II (n° 13, Hier sind Lauben)[réf. souhaitée].

## Interprétations notables
La pièce est jouée lors du célèbre concert du nouvel an à Vienne : en 1952 (Clemens Krauss) ; 1976 (Willi Boskovsky) ;  1980 (Lorin Maazel) ; 1997 (Riccardo Muti) ; 2005 (Lorin Maazel).